# Мойра Колдекотт
Мойра Колдекотт (англ. Moyra Caldecott) — британська письменниця та поетеса.

## Біографія
Народилася 1 червня 1927 року в Преторії, ПАР. Навчалася в Університеті Натала, де вивчала філософію та англійську мову. Ступінь магістра отримала з англійської літератури. 1950 року переїхала до Кейптауна, де протягом деякого часу читала лекції з англійської літератури. 1951 року переїхала до Лондона та одружилася з Олівером Калдекоттом. Матір трьох дітей (Стратфорд, Рейчел та Джуліан). 1987 року Калдекотти переїхали до міста Бат. Мойра є засновницею Бладудського Товариства, головним завданням якого була популяризація кельтського спадку міста Бат. Часто виступала зі своєю поезією на заходах «відкритого мікрофона». 2005 року письменниця отримала звання почесного барда м. Бат. Померла 23 травня 2015 року.

## Твори
Письменниця написала більш ніж 30 книжок, як художніх, так і нон-фікшн. Події її книг розгортаються в стародавньому Єгипті, Британії, Криті та в дороманському м. Бат. Найвідомішою її роботою є «Охоронці Високого каміння: трилогія про Священне каміння».
| Вона має репутацію романістки, яка так само яскраво пише про пригоди, що зустрічаються у внутрішніх королівствах людської свідомості, як про зовнішний фізичний світ. Для Мойри, реальність — різновимірна.[2] Оригінальний текст (англ.) She has a reputation as a novelist who writes as vividly about the adventures and experiences to be encountered in the inner realms of the human consciousness as she does about those in the outer physical world. To Moyra, reality is multidimensional. |

### Фантастика
- Child of the Dark Star (фентезійний роман про майбутнє) — «Дитя Чорної Зорі»;
- The Winged Man (легендарний король Бладуд, Британі 500 рік до н. е.) — «Окрилений чоловік»;
- The Waters of Sul (події відбуваються в Акве Суліс, Римській Британії бл.72 року н.е.) — «Води Сула»;
- The Silver Vortex (сиквел «Охоронців Високого каміння») — «Срібний коловорот»;
- Hatshepsut: Daughter of Amun (розповідь про жінку-фараона Хатшепсут) — «Хатшепсут: Донька Амона»
- Akhenaten: Son of the Sun (розповідь про фараона Ехнатона) — «Ехнатон: Син Сонця»;
- Tutankhamun and the Daughter of Ra (розповідь про дружину Тутанхамона) — «Тутанхамон та донька Ра»;
- The Ghost of Akhenaten ( сиквел серії книг про Єгипет) — «Привид Ехнатона»;
- The Green Lady and the King of Shadows — «Зелена леді та король тіней»;
- The Lily and the Bull (події відбуваються на Криті, у бронзову добу)  — «Лілія та бик»;
- The Tower and the  Emerald  (романтичне фентезі, події якого відбуваються в Британії, під час Темних віків) — «Вежа та смарагд»;
- Three Celtic Tales (три розповіді з «Мабіногіона») — «Три кельтські казки»;
- Etheldreda (життя англо-саксонської святої з міста Ілі, 7 століття н.е.) — «Етельдреда»;
- Weapons of the Wolfhound (підлітковий роман про вікінгів; події відбуваються в Ісландії та на Гебридських островах) — «Зброя вовкодава»;
- The Eye of Callanish (сиквел «Зброї вовкодава») — «Око Калланіш»;
- The Tall Stones (перший том серії книг «Охоронці високого каміння») — «Високе каміння»;
- The Temple of the Sun (другий том серії книг «Охоронці високого каміння») — «Храм сонця»;
- Shadow on the Stones (третійтом серії книг «Охоронці високого каміння») — «Тінь каміння»;
- Adventures by Leaf Light (розповіді для малечі) — «Пригоди Ліф Лайт».

### Міфи та легенди
- Twins of the Tylwyth Teg (переказана казка з кельтського фольклору) — «Близнюки Тілуіта Тега»;
- Taliesin and Avagddu (переказана розповідь з «Мабіногіона») — «Таліесин та Авагті»;
- Bran, Son of Llyr (переказана розповідь з «Мабіногіона») «Бран, син Лліра;
- Three Celtic Tales (зібране видання трьох розповідей, що згадані вище) — «Три кельтські казки»;
- The Green Lady and the King of Shadows (легенди Гластонбері) — «Зелена леді та король тіней»;
- Crystal Legends (перекази та легенди про кристали та зцілення кристалами) — «Кристальні легенди»;
- Women in Celtic Myth (казки про екстраординарних жінок з давньої кельтської традиції) — «Жінки в кельтському міфі»;
- Myths of the Sacred Tree (міфи та легенди про дерево зі всіх куточків світу) — «Міфи про священне дерево»;
- Mythical Journeys: Legendary Quests (духовні пошуки — традиційні розповіді з світової міфології) — «Міфічні подорожі: легендарні пошуки».

### Поезія
- The Breathless Pause (вибрані вірші) — «Бездиханна пауза»;

### Автобіографія
- Multi-Dimensional Life (життя та натхнення письменниці) — «Різновимірне життя».